# Мелеуз (разъезд)
Мелеу́з (баш. МФА: Мәләүезо файле) — посёлок ж.-д. разъезда в Малиновском сельсовете Белебеевского района Башкортостана, вошедший в состав деревни Скобелевка в 2005 году.
Находится в 1,5 км к юго-востоку от деревни, у платформы 1424 км на ж.-д. линии Самара — Уфа.
Закон «О внесении изменений в административно-территориальное устройство Республики Башкортостан в связи с образованием, объединением, упразднением и изменением статуса населенных пунктов, переносом административных центров» от 20 июля 2005 года N 211-з постановил:
ст. 2. Объединить следующие населенные пункты с сохранением наименований:
2) в Белебеевском районе:

в) поселок разъезда Мелеуз и деревню Скобелевка Малиновского сельсовета, установив объединенному населенному пункту тип поселения — деревня, с сохранением наименования «Скобелевка»;